# Takehiro Mizutani
Takehiro Mizutani (水谷 壮宏, Mizutani Takehiro, né le 9 août 1973 à Kobe) est un coureur cycliste japonais, devenu ensuite directeur sportif. Il exerce actuellement cette fonction au sein de l'équipe Aisan Racing.

## Biographie
Takehiro Mizutani passe son enfance à Hong Kong, où il pratique le triathlon. À l'âge de quinze ans, il s'installe en France dans la région de l'Auvergne,. Il s'inscrit ensuite dans un club cycliste à Clermont-Ferrand, puis prend une licence au CC Chamalières. 
En 1997, il rejoint l'équipe Aulnat 63, le meilleur club auvergnat de l'époque. Bon sprinteur, il s'impose sur une étape du Tour du Loir-et-Cher. Il passe finalement professionnel en 1999 au sein de la structure Besson Chaussures-Nippon-Hodo. Sa saison est cependant perturbée par une fracture de la clavicule et d'autres problèmes physiques. L'année suivante, il obtient son meilleur résultat au mois de juillet avec une neuvième place sur la dernière étape du Grand Prix de la Somme. Il continue sa carrière durant plusieurs saisons, remportant notamment une étape du Tour de l'Alentejo. 
Une fois retiré des compétitions, il exerce divers métiers. Mais il revient dans le monde du vélo dès 2008 en devenant directeur sportif au sein de la formation Meitan Hompo-GDR. En 2013, il intègre l'encadrement de l'équipe Bridgestone-Anchor. 

## Palmarès et résultats

### Palmarès par année
- 1996
  - 3e du Circuit des Quatre Cantons
- 1997
  - 2e étape du Tour du Loir-et-Cher
  - 7e étape du Tour de Hokkaido
- 1998
  - 5e étape du Tour de Hokkaido
- 2002
  - 3e de la Flèche de Locminé
  - 3e de la Boucle de l'Artois
- 2003
  - 2e étape du Tour de la Manche
  - 5e étape du Tour de Hokkaido
- 2005
  - 2e étape du Tour de l'Alentejo

### Classements mondiaux
| Année           | 2005 | 2006 |
| --------------- | ---- | ---- |
| UCI Asia Tour   | 157e | 243e |
| UCI Europe Tour | 692e |      |